# Trichobius bequaerti
Trichobius bequaerti är en tvåvingeart som beskrevs av Wenzel 1966. Trichobius bequaerti ingår i släktet Trichobius och familjen lusflugor. Inga underarter finns listade i Catalogue of Life.